# Station Carcassonne
Station Carcassonne is een spoorwegstation in de Franse gemeente Carcassonne.